# Kemmental
Kemmental – miejscowość i gmina (Politische Gemeinde) w północno-wschodniej Szwajcarii, w kantonie Turgowia, w okręgu (Bezirk) Kreuzlingen. Powstała 1 stycznia 1996 r. w wyniku połączenia gmin Alterswilen, Hugelshofen, Altishausen, Dotnacht, Ellighausen, Lippoldswilen, Neuwilen i Siegershausen.

## Demografia
W Kemmentalu mieszka 2 631 osób. W 2021 roku 19,7% populacji gminy stanowiły osoby urodzone poza Szwajcarią. 

## Edukacja
W gminie około 77,3% populacji (w wieku 25-64 lata) ukończyło nieobowiązkowe wykształcenie średnie II stopnia lub dodatkowe wykształcenie wyższe (uniwersytet lub Fachhochschule).

## Transport
Przez teren gminy przebiegają autostrada A7 oraz drogi główne nr 1 i nr 470.